# 瓦約區
瓦約區（西班牙語：Distrito de Huayo），是秘魯的一個區，位於該國西北部拉利伯塔德大區的帕塔斯省，面積124.63平方公里，海拔高度2,200米，2005年人口3,027，人口密度每平方公里24人。